# Въстание на Гилдон
Въстанието на Гилдон или Гилдонският бунт (Gildonic revolt) е бунт на военачалника и управителя (comes et magister utriusque militiae per Africam) Гилдон в провинция Северна Африка против Рим и римския император Флавий Хонорий през 397 и 398 г.
През 398 г. западноримският военачалник Флавий Стилихон изпраща Масцезел (брат на Гилдон, който бил убил децата на Масцезел) с 5 000 галски ветерани в Северна Африка. Бунтът е потушен чрез битката при Табрака на 31 юли 398 г. и Гилдон се самоубива. Провинция Африка е отново подчинена на западноримското управление. Стилихон нарежда също отстраняването и на Масцезел.